# Зимертал
Зимертал (њем. Simmertal) општина је у њемачкој савезној држави Рајна-Палатинат. Једно је од 119 општинских средишта округа Бад Кројцнах. Према процјени из 2010. у општини је живјело 1.961 становника. Посједује регионалну шифру (AGS) 7133096.

## Географски и демографски подаци
Зимертал се налази у савезној држави Рајна-Палатинат у округу Бад Кројцнах. Општина се налази на надморској висини од 190–432 метра. Површина општине износи 8,1 km². У самом мјесту је, према процјени из 2010. године, живјело 1.961 становника. Просјечна густина становништва износи 243 становника/km².

## Међународна сарадња
| Мјесто  | Држава    | Врста сарадње | Од    |
| ------- | --------- | ------------- | ----- |
| Арнхајм | Холандија | контакт       | 1969. |
| Монтан  | Италија   | пријатељство  | 1975. |
|         | Француска | партнерство   | 1988. |
| Извор   |           |               |       |